# ليام كينغ
ليام كينغ (بالإنجليزية: Liam King)‏ (31 ديسمبر 1987 في المملكة المتحدة - ) هو لاعب كرة قدم بريطاني في مركز الوسط. لعب مع نادي روذرهام يونايتد وماتلوك تاون ‏ وNorth Ferriby United A.F.C. ‏ ونادي ألترينتشام.

## وصلات خارجية
- ليام كينغ على موقع قاعدة بيانات كرة القدم.إي يو (الإنجليزية)
- ليام كينغ على موقع Soccerbase.com (لاعب) (الإنجليزية)